# Ford Championship Weekend
Das Ford Championship Weekend ist das Saisonfinalwochenende der drei Top-Division der NASCAR. Die Ford Motor Company ist Hauptsponsor aller Rennen an diesem Wochenende. Es findet statt auf dem Homestead-Miami Speedway in Homestead, Florida. 
Das Championship Weekend entstand, als NASCAR sich im Jahre 2002 dazu entschloss, alle ihre Saisonfinalrennen an einem Wochenende auf einer Rennstrecke auszutragen. Zuvor endete nur die Saison der NASCAR Nationwide Series in Homestead, Miami. Der damalige Winston Cup, der heutige Sprint Cup, beendete seine Saison auf dem Atlanta Motor Speedway, die NASCAR Craftsman Truck Series seit ihrer Gründung im Westen der USA auf Strecken wie dem Phoenix International Raceway, Las Vegas Motor Speedway oder California Speedway.
Das Championship Weekend startet am Freitag mit dem Ford 200 der NASCAR Craftsman Truck Series, wird dann am Samstag mit dem Ford 300 der NASCAR Nationwide Series fortgesetzt und endet mit dem großen Finale des Chase for the Sprint Cup, dem Ford 400, am Sonntag. Nach jedem dieser Rennen findet eine Zeremonie statt, in der der Champion der jeweiligen Serie gekürt wird. Sollte ein Fahrer bereits vor dem Saisonfinale den Titel in einer Serie sicher haben wie zum Beispiel Matt Kenseth 2003 im Winston Cup oder Kevin Harvick 2006 in der Nationwide Series, dann kommt es zu einer kurzen, formlosen Zeremonie.
In allen bisherigen Rennen bis auf zwei, schaffte es derjenige, der vor dem Championship Weekend Punkteführender einer Serie war, die Meisterschaft zu gewinnen. Brendan Gaughan verlor seine Führung in der Gesamtwertung, als er im Ford 200 des Jahres 2003 wegen eines Unfalls vorzeitig aufgeben musste. Travis Kvapil gewann damals die Meisterschaft. Im Ford 200 des Jahres 2007 verlor Mike Skinner nach Reifenproblemen seine Führung in der Gesamtwertung an Ron Hornaday Jr., nachdem er fast die ganze Saison lang die Fahrerwertung angeführt hat. Ron Hornaday Jr. gewann die Meisterschaft.

## Ford Championship Weekend Ergebnisse
Ford 200
| Jahr | Rennsieger       | Truck-Series-Champion |
| ---- | ---------------- | --------------------- |
| 2002 | Ron Hornaday Jr. | Mike Bliss            |
| 2003 | Bobby Hamilton   | Travis Kvapil         |
| 2004 | Kasey Kahne      | Bobby Hamilton        |
| 2005 | Todd Bodine      | Ted Musgrave          |
| 2006 | Mark Martin      | Todd Bodine           |
| 2007 | Johnny Benson    | Ron Hornaday Jr.      |
| 2008 | Todd Bodine      | Johnny Benson         |
| 2009 | Kevin Harvick    | Ron Hornaday Jr.      |

Ford 300
| Jahr | Rennsieger    | Nationwide-Series-Champion |
| ---- | ------------- | -------------------------- |
| 2002 | Scott Wimmer  | Greg Biffle                |
| 2003 | Kasey Kahne   | Brian Vickers              |
| 2004 | Kevin Harvick | Martin Truex junior        |
| 2005 | Ryan Newman   | Martin Truex junior        |
| 2006 | Matt Kenseth  | Kevin Harvick              |
| 2007 | Jeff Burton   | Carl Edwards               |
| 2008 | Carl Edwards  | Clint Bowyer               |
| 2009 | Kyle Busch    | Kyle Busch                 |

Ford 400
| Jahr | Rennsieger    | Sprint-Cup-Champion |
| ---- | ------------- | ------------------- |
| 2002 | Kurt Busch    | Tony Stewart        |
| 2003 | Bobby Labonte | Matt Kenseth        |
| 2004 | Greg Biffle   | Kurt Busch          |
| 2005 | Greg Biffle   | Tony Stewart        |
| 2006 | Greg Biffle   | Jimmie Johnson      |
| 2007 | Matt Kenseth  | Jimmie Johnson      |
| 2008 | Carl Edwards  | Jimmie Johnson      |
| 2009 | Denny Hamlin  | Jimmie Johnson      |